# Svensktoppen 1976
1976 års Svensktoppsmelodier
1. Fernando – Anni-Frid Lyngstad, 621 poäng
2. Jag vill vara din, Margareta – Sten & Stanley, 582 poäng
3. Min dröm om frihet – Stefan Rüden, 574 poäng
4. Moviestar – Harpo, 561 poäng
5. En främmande stad – Kjell Hansson, 528 poäng
6. Jag har min gitarr – Mats Rådberg, 498 poäng
7. Valentino – Streaplers, 477 poäng
8. Eva – Vikingarna, 459 poäng
9. Tro mig jag behöver dig – Moonlighters, 451 poäng
10. Angela – Ted Gärdestad, 442 poäng
11. SOS – Agnetha Fältskog, 422 poäng
12. Semesterflirt – Sjön suger, 405 poäng
13. C’est la vie – Paul Paljett, 404 poäng
14. Vi bygger oss en båt – Björn Skifs, 399 poäng
15. Chapeau-claque – Ted Gärdestad, 397 poäng

Under de år som 10-veckorsregeln tillämpades på Svensktoppen, 1974-1982 gick redaktionen för programmet tillväga så att alla de melodier som hade fallit för denna regel under det aktuella året togs med när de sammanställde listan över årets svensktoppsmelodier. Det kunde innebära att en låt hade legat merparten av sin tid på listan året före det som redovisades men ändå var alla låtens poäng medräknade i redovisningen.
Detta system ansågs vara det mest rättvisa man kunde använda i och med att varje låt som fanns på listan medverkade i programmet under relativt kort tid och det slog därmed hårt för den melodi som hade legat där över ett årsskifte. Undantag fanns dock från denna regel, om en låt hade exempelvis 1 eller 2 veckor kvar på listan när året var slut kunde den redovisas det aktuella året om en hög placering hade uppnåtts under den tid den hade medverkat. Ett exempel på detta är Om och om och om och om och om igen med Birgitta Wollgård & Salut som inte finns med i denna redovisning, då låten föll för 10-veckorsregeln den första veckan under 1976.
Detta år lät man för första gången lyssnarna rösta fram årslistan. Ett par dagar för jul presenterades de 15 låtar som under året hade fått högst poäng i ett speciellt radioprogram och det var givetvis de 15 låtar som finns redovisade enligt ovan. Lyssnarna fick efter att ha hört detta program rösta på de 4 melodier de tyckte bäst om, d.v.s. det fungerade enligt samma princip som gällde när en ordinarie lista skulle röstas fram. 1 811 personer använde sig av denna möjlighet och man fick då fram ett resultat som inte helt överensstämde med ovanstående. Enligt denna röstning fick Moviestar med Harpo flest röster, den fick 43 poäng. Tvåa på den listan blev Fernando med Anni-Frid Lyngstad som fick ett poäng mindre. Detta sätt att framställa årslistan har aldrig använts efter detta år.
Det resultat som presenteras här är dock det som har framkommit genom att låtarnas poäng under deras tid på listan har summerats. Anledningen till att den redovisningen har valts är att alla andra år har samma metod för att presentera årslistorna använts.
Abba gjorde några av sina sista inspelningar på svenska, och 1976 kom två av dem in på årslistan nämligen Fernando och SOS. Abba övergick sedan till att sjunga sina låtar enbart på engelska och därmed förekom de inte mer på Svensktoppen eftersom låtarna med den tidens regler måste framföras på svenska. Gruppen Salut med Birgitta Wollgård som sångerska sjöng dock in en del av Abba:s repertoar på svenska under ett par år, en av dem står omnämnd högre upp i texten och under året medverkade de också med Mama Mia på listan. Den låten nådde dock inte upp i sådana poäng att den kvalificerade sig för årsbästalistan.
Förutom Abba:s låtar SOS och Fernando så spelade även Harpo in sin låt Moviestar på engelska, och likt Abba:s låtar blev också den mer ihågkommen idag än den som gavs ut på svenska.
Ingen låt från Melodifestivalen eller Eurovision Song Contest förekom på listan detta år. Detta helt enkelt beroende på att Sverige inte deltog i tävlingen 1976. Redan 1974 infördes regeln att alla låtar på listan måste ha helsvenskt ursprung och därför kunde naturligtvis inga översatta melodier från den internationella tävlingen komma ifråga för Svensktoppen.